# Ucrania en los Juegos Olímpicos de la Juventud 2018
Ucrania compitió en los Juegos Olímpicos de la Juventud 2018 en Buenos Aires, Argentina desde el 6 de octubre al 18 de octubre de 2018.

## Medallas
|       | Medalla de oro | Medalla de plata | Medalla de bronce | Total |
| ----- | -------------- | ---------------- | ----------------- | ----- |
| TOTAL | 5              | 7                | 6                 | 18    |

## Medallistas
El equipo olímpico ucraniano obtuvo las siguientes medallas:
| Nombre                             | Deporte   | Competición                        |
| ---------------------------------- | --------- | ---------------------------------- |
| Oro                                |           |                                    |
| Mykhaylo Kokhan                    | Atletismo | Lanz. de Martillo M                |
| Yaroslava Mahuchikh                | Atletismo | Salto en Alto F                    |
| Valeriya Ivanenko                  | Atletismo | Lanz. de Martillo F                |
| Kateryna Chorniy                   | Esgrima   | Espada Individual F                |
| Ivan Tyshchenko                    | Remo      | Skiff M                            |
| Plata                              |           |                                    |
| Maksym Halinichev                  | Boxeo     | Hasta 56Kg M                       |
| Taras Bondarchuk                   | Boxeo     | Hasta 60Kg M                       |
| Nazar Chepurnyi                    | Gimnasia  | Artística - Salto del Potro M      |
| Khrystyna Pohranychna              | Gimnasia  | Rítmica - Competencia Múltiple F   |
| Oksana Chudyk                      | Lucha     | Libre - Hasta 65Kg F               |
| Denys Kesil                        | Natación  | 200 m Mariposa M                   |
| Sofiya Lyskun                      | Saltos    | Plataforma 10 m F                  |
| Bronce                             |           |                                    |
| Oleh Doroshchuk                    | Atletismo | Salto en Alto M                    |
| Daryna Plokhotniuk Oleksandr Madei | Gimnasia  | Acrobática - Equipo Mixto X        |
| Anastasiia Bachynska               | Gimnasia  | Artística - Competencia Múltiple F |
| Anastasiia Bachynska               | Gimnasia  | Artística - Suelo F                |
| Oleh Veredyba                      | Judo      | Hasta 55Kg M                       |
| Vladyslav Ostapenko                | Lucha     | Libre - Hasta 55Kg M               |

- Datos: Q48609680
- Multimedia: Ukraine at the 2018 Summer Youth Olympics / Q48609680